# مايك ماسون
مايك ماسون (بالإنجليزية: Mike Mason)‏ هو لاعب كرة قدم أمريكية أمريكي، ولد في 28 فبراير 1985.